# Gótikus székesegyház (Eger)
A Szent István által 1004 körül alapított Egri egyházmegye első székesegyházát a Várdombon, a püspöki palota közelében emelték. A lerombolt templomnak csak alapfalai maradtak meg; ezek a Dobó István Vármúzeum romkertjében tekinthetők meg.

## Története
A székesegyház elődje egy 11. századi, román stílusú  rotunda volt, aminek makettje a vártörténeti kiállításon látható. A kis körtemplom falait sárba rakott kőből építették; keleti végét kis, patkó alakú szentély zárta le.
A háromhajós, eredetileg román stílusú székesegyházat feltehetően Szent László király idején, a 11. század végén építették. A templomot Szent János evangélista tiszteletére szentelték fel, és ezért a 14. századi krónikák a várat is Szent János evangélista váraként említik.
A templomot a tatárok lerombolták; a 13. század második felében kibővítve, késő román stílusban építették újjá.
A székesegyházat a 14. században immár gótikus stílusban bővítették tovább, majd a 15. században egy új, hatalmas, háromhajós székesegyház építésébe is belekezdtek, ennek azonban csak a keleti része készült el. (Ha az egészet felépítették volna, Európa egyik legnagyobb és legdíszesebb temploma lehetett volna.)
A feliből-harmadából elkészült székesegyház már álló szentélyfalaiból alakították ki 1537 és 1548 között, a vár Alessandro Vedani vezette átépítésekor a hatalmas Szentély-bástyát.

## Látnivalók
A 11. század végéről fennmaradt töredékek közül többet is bemutatnak a Dobó István Vármúzeum vártörténeti állandó kiállításán:
- furatos, rozettás, palmettákkal díszített, faragott oszlopfej (kora középkori kőfaragó művészetünk egyik legszebb emléke);
- figurális részletek az egyik bejárat íves timpanonjában stb.

A késő román bővítés idejéből is több díszes töredéket tártak fel; közülük kiemelkedik az 1300(?) táján, bükki fehér mészkőből készült faragvány. Ennek növényi ornamensei között a görög-római mitológiából ismert, a középkorban azonban ritkán ábrázolt, szőlőt szedő faun figurája is feltűnik.
Valószínűleg az 1420-as években készült Alexandriai Szent Katalin arannyal, kékkel és pirossal festett, gazdagon redőzött ruhájú, fej nélkül is felemelően szép szobra — a 4. században mártírhalált halt királylány a középkor egyik legnépszerűbb női szentje volt.

## A székesegyház újjáépítése
Az egri vár nagyszabású felújítási terveiben a székesegyház 15. századi alakjában történő újjáépítése is szerepel.